# 237265 Golobokov
237265 Golobokov este un asteroid din centura principală de asteroizi.

## Descriere
237265 Golobokov este un asteroid din centura principală de asteroizi. A fost descoperit pe 28 noiembrie 2008 la Zelenchukskaya Station de Timur V. Kryachko. Asteroidul prezintă o orbită caracterizată de o semiaxă mare de 2,57 ua, o excentricitate de 0,14 și o înclinație de 14,8° în raport cu ecliptica.